# Madison megye (Illinois)
Madison megye az Amerikai Egyesült Államokban, azon belül Illinois államban található. Megyeszékhelye Edwardsville, legnagyobb városa Granite City. Lakosainak száma 265 859 fő (2020. április 1.). Madison megye Macoupin, Clinton, St. Clair, Montgomery, Bond, Saint Louis, Jersey, Saint Louis és St. Charles megyékkel határos.

## Népesség
A megye népességének változása:
| Lakosok száma | 269 279 | 268 486 | 267 899 | 267 225 | 266 209 | 265 859 |
|               | 2010    | 2011    | 2012    | 2013    | 2015    | 2020    |